# Preforma in PET

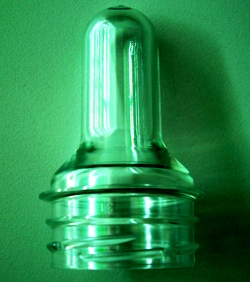
Preforma in PET trasparente

La preforma in PET (comunemente nota come preforma) è un manufatto ottenuto dallo stampaggio di PET atto a diventare bottiglia, tramite apposito processo di soffiatura. Tipicamente la bottiglia in PET che si ottiene dalla preforma omonima è destinata a contenere bevande ad uso alimentare.

## Caratteristiche
Una preforma è caratterizzata da un finish, la bocca, che non sarà modificato dal soffiaggio e rimarrà invariato nel contenitore soffiato; il finish si differenzia per il diametro e per la tipologia di filetto, ovvero l'insieme dei rilievi trasversali che sono presenti su di esso e che garantiscono la possibilità di avvitamento ad un tipo di tappo, in materiale plastico (tipicamente in HDPE o PP); e da una struttura tubolare, che sarà soffiata, la cui grammatura, ovvero il peso in grammi, e forma sono fondamentali per le caratteristiche finali del contenitore soffiato. Infatti più la preforma è pesante e più il contenitore risulterà resistente, mentre la forma, ovvero la lunghezza, influisce sulla distribuzione del PET nel contenitore finale e deve essere studiata in funzione della forma del contenitore stesso, pertanto una distribuzione sbagliata del PET potrebbe creare dei punti di accumulo o di mancanza di polimero, alterando drasticamente le performance del contenitore.
La miscela di PET, utilizzata per produrre le preforme può essere addizionata di sostanze coloranti che conferiscono quindi il colore anche alla bottiglia soffiata, i colori più comuni sono blu, rosso, giallo, e ambra.

## Idoneità al contatto alimentare
Dovendo essere utilizzata per la produzione di bottiglie ad uso alimentare, la preforma in PET deve superare una serie di test di idoneità al contatto alimentare, i quali si prefiggono di verificare che i costituenti molecolari del PET non migrino per contatto nell'alimento che vi è contenuto. Comunemente i costituenti del PET la cui migrazione viene controllata sono il glicole etilenico, il glicole dietilenico e l'acido tereftalico.

## Trasporto e logistica
Le preforme in PET sono tipicamente trasportate in confezioni di cartone denominate "octabins", capaci di contenerne fino ad oltre 20000.
È proprio il trasporto il fattore determinante che ha reso la preforma in PET insostituibile.
Precedentemente all'avvento della preforme in PET infatti, la bottiglia finita veniva prodotta e trasportata fino allo stabilimento utilizzatore (riempitore), con inefficiente sfruttamento dello spazio a disposizione sui mezzi di trasporto; indicativamente per le bottiglie da 1 litro il rapporto è dell'ordine di 1 a 5.